# Tommy Flanagan (Musiker)

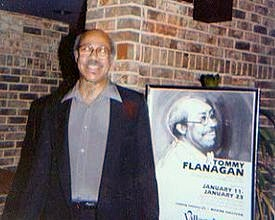
Tommy Flanagan

Thomas „Tommy“ Lee Flanagan (* 16. März 1930 in Detroit; † 16. November 2001 in New York City) war ein amerikanischer Jazz-Pianist des Mainstream Jazz.

## Leben und Wirken
Flanagan erhielt Klarinetten-Unterricht ab dem sechsten Lebensjahr; als 11-Jähriger wechselte er auf das Klavier. 1945 hatte Tommy Flanagan – mit nur 15 – seinen ersten professionellen Auftritt im Ensemble von Dexter Gordon. Bereits als Teenager erarbeitete er sich einen „Ruf als sensibler und stimulierender Begleiter“. Danach arbeitete er mit lokalen Gruppen in Detroit, unter anderem mit Lucky Thompson, Rudy Rutherford und Billy Mitchell. Nach seinem Wehrdienst in der Army (1951–53) spielte er wieder mit Mitchell und dann mit Kenny Burrell; 1956 kam er nach New York.
Sein Debüt in New York gelang 1956, als er in letzter Minute für den kränkelnden Bud Powell einsprang. Sein Spiel beeindruckte Miles Davis so sehr, dass er ihn zu seiner nächsten Aufnahmesession einlud (Collectors’ Items). Außerdem arbeitete er mit Oscar Pettiford zusammen. Erste Aufnahmen entstanden im März 1956 unter Leitung von Kenny Burrell. In den nächsten 20 Jahren machte Flanagan Alben unter eigenem Namen, insbesondere für die Label New Jazz, Prestige, Savoy und Moodsville; im August 1957 nahm er in Stockholm mit seinem Trio aus Wilbur Little und Elvin Jones erstmals unter eigenem Namen auf. Unter Sessions mit Curtis Fuller (Blues-ette, 1959), Dexter Gordon, Gigi Gryce, Coleman Hawkins (Today and Now, 1962), Freddie Hubbard und Wilbur Harden ragen seine Mitwirkung an Sonny Rollins’ Saxophone Colossus (1956), Giant Steps (1959) von John Coltrane und The Incredible Jazz Guitar of Wes Montgomery hervor.
Als Klavier-Begleiter von Ella Fitzgerald fungierte Tommy Flanagan in zwei längeren Perioden zwischen 1962 und 1965 sowie 1968 bis 1978, dazwischen arbeitete er für Tony Bennett und wirkte an der Impulse! Session von Roy Haynes (Out of the Afternoon) mit; des Weiteren bei Sonny’s Dream (Birth of the New Cool) von Sonny Criss. 1978, nach einem überstandenen Herzinfarkt, beschränkte Flanagan seine Arbeit weitgehend auf das eigene Trio (teilweise mit George Mraz und Kenny Washington bzw. mit Peter Washington und Lewis Nash). Einem größeren Kreis wurde unter anderem Let's von 1993 bekannt. Im gleichen Jahr erhielt er den hochdotierten Jazzpar-Preis, 1996 die NEA Jazz Masters Fellowship. Er wirkte auch bei Aufnahmen von Steve Coleman und bei Joe Hendersons letztem Album Porgy and Bess (1997) mit. Im Bereich des Jazz war er laut Tom Lord zwischen 1950 und 2001 an 404 Aufnahmesessions beteiligt, zuletzt mit Marlene und Billy VerPlanck.
Seinen „überraschend delikaten Anschlag in Kombination mit rhythmischer Elastizität“ würdigte Brian Priestley als „Verfeinerung des „Bebop“-Klaviers.“

## Diskographische Hinweise
- Thelonica (Enja, 1982), mit George Mraz, Art Taylor
- Tommy Flanagan & Jaki Byard: The Magic of 2 (1982)
- Beyond the Bluebird (Timeless, 1990), mit Kenny Burrell, George Mraz, Lewis Nash
- Let's(Enja,1993), mit Jesper Lundgaard, Lewis Nash
- Lady Be Good...For Ella (Verve, 1993), mit Peter Washington, Lewis Nash
- Tommy Flanagan & Hank Jones: Live in Marciac 1993 (Groovin High, 1993), mit Hein van de Geyn, Idris Muhammad
- Sea Changes (Evidence, 1996), mit Peter Washington, Lewis Nash
- Sunset and the Mockingbird(Blue Note, 1997), mit Peter Washington, Lewis Nash
- In His Own Sweet Time (2021)

## Lexigraphische Einträge
- Ian Carr, Digby Fairweather, Brian Priestley: Rough Guide Jazz. Der ultimative Führer zur Jazzmusik. 1700 Künstler und Bands von den Anfängen bis heute. Metzler, Stuttgart/Weimar 1999, ISBN 3-476-01584-X.
- Leonard Feather, Ira Gitler: The Biographical Encyclopedia of Jazz. Oxford University Press, New York NY u. a. 2007, ISBN 978-0-19-532000-8.